# Xabea leai
Xabea leai är en insektsart som beskrevs av Lucien Chopard 1951. Xabea leai ingår i släktet Xabea och familjen syrsor. Inga underarter finns listade i Catalogue of Life.
Denna syrsa förekommer i nordöstra Queensland (Australien) i regnskogar vid kusten.